# FIFA 99
FIFA 99 è un videogioco di calcio sviluppato e pubblicato da Electronic Arts. È uscito in Europa e nel Nordamerica nel 1998 e l'anno successivo in Giappone. È il sesto capitolo della serie FIFA.
Nella versione originale, la telecronaca delle partite è affidata a John Motson, Mark Lawrenson e Chris Waddle, con Des Lynam e Gary Lineker a curare le introduzioni ai match (nella versione italiana le voci sono di Giacomo Bulgarelli e Massimo Caputi). Il calciatore che compare sulla copertina del videogioco è Dennis Bergkamp, mentre nella versione italiana l'uomo copertina è Christian Vieri.
È possibile giocare con diverse situazioni meteorologiche, quali sole, pioggia, neve. Si può inoltre personalizzare una squadra, modificandone il nome, la maglia, l'aspetto fisico dei giocatori e altre caratteristiche. In quell'anno, il gioco non ha avuto i diritti d'immagine di Ronaldo (presente con il nome A. Calcio), che erano stati assegnati al videogioco a lui dedicato, Ronaldo V-Football.
Sono presenti, inoltre, i club che hanno partecipato alle edizioni della Champions League, della Coppa delle Coppe e parte delle partecipanti alla Coppa UEFA di quell'anno ma, nell'ultimo caso, la manifestazione compare con il nome di "Coppa EFA".

## Campionati
In FIFA 99 sono presenti in tutto 288 squadre che si suddividono in:
- 12 campionati. Essi sono:
  -  Pro League
  -  Campeonato Brasileiro Série A
  -  Division 1
  -  Fußball-Bundesliga
  -  FA Premier League
  -  Serie A
  -  Eredivisie
  -  Primeira Divisão
  -  Scottish Premier League
  -  Primera División
  -  Major League Soccer
  -  Allsvenskan
- 50 squadre dal resto d'Europa
- 42 squadre nazionali

## Colonna sonora
- Fatboy Slim - The Rockafeller Skank
- DanMass - 'Gotta Learn' (Dub Pistols Sick Junkey)
- Dylan Rhymes - Naked & Ashamed
- Gearwhore - Passion (Harley Mix)
- God Within - Raincry
- Lionrock - Rude Boy Rock